# Mariusz Zabrodzki
Mariusz Mirosław Zabrodzki (ur. 24 maja 1955 w Warszawie) – polski kompozytor, producent muzyczny i realizator nagrań, współzałożyciel i w latach 2001–2007 lider zespołu Papa Dance.

## Życiorys
W 1975 roku ukończył Technikum Elektroniczno - Mechaniczne w Zespole Szkół Elektronicznych w Warszawie. Jako realizator nagrań i producent muzyczny współpracował między innymi z zespołami 2 plus 1, Daab, Lady Pank, Republika, a także z artystami jak Łucja Prus, Krystyna Prońko, Stanisław Sojka, Andrzej Zaucha czy Kapitan Nemo. Wspólnie z Sławomirem Wesołowskim tworzył duet komponujący pod pseudonimem Adam Patoh. Zabrodzki i Wesołowski zaangażowani byli w wykreowanie postaci Franka Kimono. W ramach tego projektu byli odpowiedzialni za aranżacje, klimat i brzmienie.
W 1984 Zabrodzki i Wesołowski wspólnie stworzyli zespół Papa Dance, dla którego komponowali utwory, dobierali skład i tworzyli image. W 1990 Zabrodzki wyjechał wraz z Papa Dance i Wesołowskim na koncerty w klubach polonijnych do USA i Kanady. W 2001 roku reaktywował Papa Dance, czemu  przeciwny był Sławomir Wesołowski. W 2007 roku wraz z Tadeuszem Łyskawą opuścił Papa Dance.